# کاپمانی
کاپمانی (به اسپانیایی: Capmany) یک منطقهٔ مسکونی در اسپانیا است که در آلت امپوردا واقع شده‌است. کاپمانی ۲۶٫۴ کیلومتر مربع مساحت و ۶۱۲ نفر جمعیت دارد.